# Trochosa dentichelis
Trochosa dentichelis là một loài nhện trong họ Lycosidae.
Loài này thuộc chi Trochosa. Trochosa dentichelis được Jan Buchar miêu tả năm 1997.